# 谷川浩司
谷川 浩司（たにがわ こうじ、1962年4月6日 - ）は、現役の将棋棋士で十七世名人（永世名人）。若松政和八段門下。棋士番号は131。兵庫県神戸市須磨区出身。現役棋士の中では最古参の棋士（勤続年数が現役最長、2024年6月14日以降）。
タイトル通算獲得数（27期）は歴代6位。
日本将棋連盟棋士会会長（初代、2009年4月 - 2011年3月）、日本将棋連盟専務理事（2011年5月 - 2012年12月）、日本将棋連盟会長（2012年12月 - 2017年1月）を務めた。
2023年6月1日に、藤井聡太に更新されるまで40年間の長きに亘って最年少名人獲得（当時21歳2か月）の記録保持者であった。四段昇格（プロ入り）から名人位獲得までの最速記録保持者（6年177日）。

## プロデビューまで
5歳の頃、5つ年上の兄・俊昭との兄弟喧嘩が絶えなかったため、父が兄弟喧嘩を止めさせる目的で将棋盤と駒を買ってきて兄弟で将棋を指させた。これが、将棋との出会いである。ルールは百科事典で調べたという。そして、兵庫県の大会に出るようになって、面白さを感じるようになっていく。なお、この話には「兄弟喧嘩はむしろひどくなった」というオチがある。負けず嫌いだった谷川は「駒を投げつけたり、噛んだりした」という。
小学生時代、神戸・三宮でおこなわれた将棋のイベントで内藤國雄（当時八段）と対局したこともある。この対局について、内藤は「中盤から終盤への感覚が優れていた」と谷川を評し、谷川も「大きな自信になった」と回顧している。
プロを目指すことになった浩司は、小学5年の4月（1973年）に、5級で奨励会で指し始める。以降、順調に昇級・昇段を重ね、中学2年時代の1976年12月20日に四段に昇段してプロデビューした。加藤一二三以来、史上2人目の「中学生棋士」となっている。プロ将棋史上、中学2年以下でプロ入りした棋士は谷川が初である。
なお、兄・俊昭は灘中学校・高等学校、東京大学、アマチュア団体の強豪であるリコーで将棋部に在籍し、アマチュアのタイトルを何度も獲得した。2016年現在はネスレ日本の神戸本社勤務である。「将棋ジャーナル」誌の企画対局において、四段時代の羽生善治に平手で勝ったこともあるほか、『週刊将棋』のアマプロ平手戦では佐藤康光にも勝っている。

## 棋歴
末尾の年表 も参照。
1983年に史上最年少で名人になった頃、「中原時代」を築いた中原誠十六世名人の後継者と目され、1991年度には四冠王となった。しかし続いてやってきたのは「谷川時代」ではなく、羽生世代の棋士達との対決の時代であった。特に、羽生善治との150局を超える戦いは、ゴールデンカードと呼ばれることとなる。

### 史上最年少名人
プロデビュー後、谷川は、順位戦において2期目の1978年度から4期連続昇級して一気にA級に上がる。この間、1978年度に、若手の登竜門である若獅子戦で棋戦初優勝をしている。
1982年4月1日付けでA級八段となった谷川の夢は、中原名人を破って名人となることであった。その4月に始まった第40期名人戦七番勝負では、中原名人と加藤一二三挑戦者が、持将棋1局、千日手2局を含むフルセットの「十番勝負」を戦った。最終局、加藤十段が勝ち名人を奪取したが、東京・将棋会館で最終局の解説をした谷川は、当時の心境について、「加藤先生には申し訳ないが、中原先生に名人のままでいてもらわなければ困ると思っていた。（解説役を務める立場なのに）加藤先生の勝ちとなったときには呆然とした。」との旨を語っている。また、後年の自著には、「名人戦の舞台で、加藤先生と戦えたことは、幸運であった。」と書いている。
同じ時期に王位戦で挑戦者決定戦に進出。内藤国雄に敗れ王位挑戦ならず。実現していれば加藤一二三、中原誠に次いで史上3人目の20歳での、タイトル最年少挑戦となるところであった。
谷川は、第41期名人戦挑戦者決定リーグ戦（A級順位戦）で7勝2敗の成績を収め、中原誠とのプレーオフを制して名人挑戦権を得る。そして、第41期名人戦（谷川4-2加藤）の第6局（1983年6月14日 - 6月15日）に勝ち、初タイトル・名人を獲得。史上最年少名人（21歳）の記録を打ち立てた。谷川は五段から八段を全て順位戦昇級により昇段したため、初めて五段から九段まで全て順位戦の昇級規定で昇段したことになる（後に丸山忠久も達成）。タイトル獲得での会見で「1年間、名人位を預からせていただきます」と語った。後に、将棋フォーカスのインタビューでは、「他のタイトル戦は中原誠先生に後れを取っていると感じていた。」と語っている。
1983年7月19日の対・大山康晴戦（王位リーグ）で、大山の玉を詰ます手順の中で打ち歩詰め回避の角不成（99手目▲4三角引不成）という、まるで作った詰将棋のような手を指して勝っている（実際の局面図は打ち歩詰め#実戦における打ち歩詰め を参照）。
1983年度の第2回全日本プロトーナメントで、プロ入りが同期の田中寅彦と決勝三番勝負を戦う。両者は若手時代、谷川は終盤得意、田中は序盤得意と比較され、ライバルと呼ばれることもあった。谷川は決勝を2-1で制し、全棋士参加のトーナメント棋戦における初優勝を果たした。同棋戦とは相性が良く、19回の歴史の中で谷川の優勝は通算7回、準優勝は通算3回である。
翌年（1984年）、初のタイトル防衛戦となる第42期名人戦（谷川4-1森安秀）では、粘り強い棋風から「だるま流」と呼ばれた森安秀光を相手に、4勝1敗で名人位防衛に成功する。このとき「これで弱い名人から、並みの名人になれたと思います」と述べている。
第44期（1984年度前期）棋聖戦（谷川0-3米長）では、米長邦雄棋聖（棋王・王将）に挑戦。注目を浴びた名人対三冠王の勝負で谷川は、第1局での相手の歩の数を間違えて読むというポカ、第2局での米長の「泥沼流」の受け（91手目▲5八玉）から逆転負けなどを経験し、ストレート負け・タイトル戦初敗北を喫する。
1985年度、3度目の防衛戦となる第43期名人戦（谷川2-4中原）で挑戦者の中原に敗れ、同年度の王座戦（谷川1-3中原）では奪取に失敗した。一方、全日本プロトーナメントで3連覇し、第11期棋王戦（谷川3-0桐山）では「いぶし銀」こと桐山清澄から棋王位を奪取した。さらには、NHK杯戦優勝、初の最多勝利（56勝）、前述の王座挑戦などの活躍により、将棋大賞の最優秀棋士賞を初受賞する。

### 四冠王へ
1986~87年度、谷川より少し遅れて台頭してきた「55年組」の一人である高橋道雄とのタイトル戦が3つ続いた。
1986年度、第12期棋王戦（谷川1-3高橋）は、高橋が先手の2局は相矢倉、谷川が先手の2局は角換わり腰掛銀となり、相手の得意戦法を2度ずつ受けて立つ戦いとなった。結果は、角換わりで1敗した谷川が棋王を失冠し、無冠となった。
しかし、翌1987年度に、第28期王位戦（谷川4-1高橋）で高橋から奪取した。なお、この王位戦七番勝負と並行して、両者は十段戦リーグでも2度対戦しており、結果は1勝1敗であった。さらに、第13期棋王戦（谷川3-(持1)-2高橋）においては、前年に奪われた棋王位を奪還した。これで、自身初の二冠（王位・棋王）となり、2度目の最優秀棋士賞受賞した。
1988年度、第46期名人戦（谷川4-2中原）は「中原名人への挑戦」となった。3勝1敗で中原を追い詰めた後の第5局で、中原の悠然とした態度に威圧され2勝目を返されるが、第6局で勝ち名人に復位、初めて三冠（名人・王位・棋王）となった。しかし、同年度の第29期王位戦（谷川3-4森）で‘終盤の魔術師’こと森雞二に敗れ、第14期棋王戦（谷川2-3南）では「55年組」の一人で‘地蔵流’こと南芳一に敗れて、名人のみの一冠に後退した。
1989年度、第47期名人戦（谷川4-0米長）で名人位を防衛し、さらに第30期王位戦（谷川4-1森雞二）で森から王位を奪還して二冠（名人・王位）に復帰した。
1990年度、第48期名人戦（谷川2-4中原）で再び中原誠に名人位を奪われたものの、第38期王座戦（谷川3-1中原）で中原誠から王座を奪取し、すぐに二冠（王位・王座）に復帰した。その間、第31期王位戦（谷川4-3佐藤康）ではタイトル戦初登場の五段・佐藤康光にフルセットに持ち込まれたが、辛くも防衛に成功した。
同年度、第3期竜王戦（谷川4-1羽生）で、羽生善治と初めてタイトル戦の舞台で戦い、羽生から竜王を奪取。自身2度目の三冠（竜王・王位・王座）となり、3度目の最優秀棋士賞を受賞した。しかしながら、この竜王戦の第4局、入玉模様ではない203手の名局で、羽生から1勝を返されたことについて、「4-0か4-1かというのは（その後のことを考えれば）大きかったかもしれない」と述べている。
そして、四冠王となる年である1991年度を迎える。
第32期王位戦（谷川4-2中田宏樹）では、三冠のうちの一冠を防衛。
第39期王座戦（谷川2-3福崎）での相手は、かつて谷川に「感覚を破壊された」とまで言わせた穴熊の名手・福崎文吾であった。最初の2局で福崎の穴熊戦法の前に屈したのが大きく、王座を失冠した（二冠に後退）。最終局は千日手指し直しとなったが、その終盤、喉が渇いて苦しそうにしている福崎に、谷川は自分の茶を差し出した。福崎はそれを飲み干した後、自らを勝ちに導く妙手を発見した。
しかし、第4期竜王戦（谷川4-(持1)-2森下）で、矢倉の「森下システム」で知られる森下卓の挑戦を退けて、防衛に成功する。第1局は角換わりの出だしからの持将棋であった。
次に、第59期（1991年度後期）棋聖戦（谷川3-0南）で南芳一を破り、初めて棋聖位に就く。さらには、第41期王将戦（谷川4-1南）でも南を破り、初めての王将位を獲得する（1992年2月28日）。
これで、全7タイトルを各1回以上獲得したことになり（7タイトル生涯グランドスラム）、また、大山康晴、中原誠、米長邦雄に次いで史上4人目の四冠王（竜王・棋聖・王位・王将）となり、4度目の最優秀棋士賞を受賞した。
四冠達成までの過密スケジュール
| 1991年 11月22日 ○ 棋聖戦・挑戦者決定戦（阿部） = 棋聖挑戦権獲得 11月26日 00・27日 ● 竜王戦第4局（森下） 11月30日 ○ 天王戦・決勝（村山） = 優勝 12月01日 ○ 棋王戦・敗者復活戦1回戦（加藤（一）） 12月04日 000・5日 ○ 竜王戦第5局（森下） 12月07日 ○ 王将リーグ6回戦（中原） 12月10日 ○ 棋聖戦第1局（南） 12月12日 ○ 棋王戦・敗者復活戦2回戦（塚田（泰）） 12月13日 ○ 王将リーグ7回戦（屋敷） = 4勝2敗で4人が並ぶ 12月17日 00・18日 ○ 竜王戦第6局（森下） 12月20日 ● A級順位戦（高橋） 12月24日 ○ 棋聖戦第2局（南） 12月26日 00・27日 ○ 竜王戦第7局（森下） = 竜王防衛 12月29日 ○ 王将リーグ・プレーオフ1回戦（米長） 12月31日 ○ 王将リーグ・プレーオフ2回戦（中原） = 王将挑戦権獲得 | 1992年 1月07日 ○ 棋王戦・敗者復活戦3回戦（高橋） 1月10日 ○ 棋聖戦第3局（南） = 棋聖奪取 1月14日 ○ A級順位戦（石田） 1月16日 0・17日 ● 王将戦第1局（南） 1月23日 ● 棋王戦・敗者復活戦決勝（南） 1月27日 0・28日 ○ 王将戦第2局（南） 2月03日 ● 全日プロ・準々決勝（中田（宏）） 2月05日 00・6日 ○ 王将戦第3局（南） 2月12日 ● A級順位戦（南） 2月17日 0・18日 ○ 王将戦第4局（南） 2月27日 0・28日 ○ 王将戦第5局（南） = 王将奪取、四冠達成 (3月 2日 ● A級順位戦〈大山〉) ※タイトル戦の各局の前日には、対局場検分と前夜祭のスケジュールもある。 ※テレビ棋戦（NHK杯戦、早指し選手権）の対局日は不明。 |

### 羽生世代との激突
1992年度は、6度のタイトル戦で「羽生世代」の3人と対決した。
第60期棋聖戦（谷川3-1郷田）と第61期棋聖戦（谷川3-(持1)-0郷田）では、郷田真隆を相手に2度防衛した。しかし、第33期王位戦（谷川2-4郷田）では郷田に敗れて三冠（竜王・棋聖・王将）に後退し、郷田の四段（史上最低段）でのタイトル獲得を許してしまう。
第5期竜王戦（谷川3-4羽生）では羽生に奪取され、二冠（棋聖・王将）に後退した。第42期王将戦（谷川4-0村山聖）では防衛に成功したものの、第18期棋王戦（谷川2-3羽生）ではフルセットの戦いの末、奪取に失敗した。
翌1993年度からは、タイトル戦のほとんどを羽生と戦うことになる。
1993年度前期の第62期棋聖戦（谷川1-3羽生）で失冠し、王将のみの一冠となった。羽生にタイトル戦で3連続敗退し、この頃から羽生に対して苦手意識を持ったという。第41期王座戦（谷川1-3羽生）では奪取失敗。
羽生へのリターンマッチとなった第63期（1993年度後期）棋聖戦（谷川2-3羽生）は、二連敗の出だしとなった。第二局（1993年12月24日）での羽生の指し方は、従来の常識からかけ離れたものであった。売られた喧嘩を谷川が買う乱戦となったが、最後は羽生の勝ちとなった。しかし、この二連敗の後、千日手2回による日程繰り延べを経て、二連勝という粘りを見せた。第四局（1994年1月31日）は、タイトル戦としては非常に珍しい49手という短手数で羽生を投了に追い込んだものである。しかし、最終局の矢倉戦で敗れて奪取に失敗した。
第43期王将戦（谷川4-2中原）では、中原を相手に王将の一冠を死守した。一方羽生は、この年度に四冠を堅持し、全冠制覇への道を歩んでいた。

### 執念・屈辱
1994年度は、第64期棋聖戦（谷川1-3羽生）と第42期王座戦（谷川0-3羽生）で羽生に挑戦するが、いずれも敗退する。一方、羽生は、名人、竜王をそれぞれ米長邦雄、佐藤康光から奪取して史上初の六冠王となり、残るタイトルは、谷川が持つ王将位だけという状況になった。そして、羽生は第44期王将リーグで5勝1敗を挙げ、郷田とのプレーオフを制し、全七冠制覇をかけて谷川王将への挑戦を決めた。
迎えた第44期王将戦（谷川4-3羽生）は、第1局（1995年1月12-13日）の谷川の先勝で始まった。ところが、第2局（1月23-24日）の前の1月17日、谷川は阪神・淡路大震災で被災した。1月20日には米長邦雄とのA級順位戦があり、19日に妻の運転で神戸から大阪に脱出したが、13時間もかかったという。それでも谷川は、対・米長戦で勝ち、羽生との王将戦第2局も勝利した。しかし、羽生も粘って3勝3敗とし、フルセットに持ち込んだ。
そして、青森県・奥入瀬で行われた最終第7局（1995年3月23-24日）は相矢倉の将棋となったが、2日目に76手で千日手が成立し、その日のうちに指し直しとなった。指し直し局は、先手・後手が逆であるにもかかわらず、40手目まで千日手局と全く同じ手順で進み、「お互いの意思がピッタリ合った」。41手目で初めて先手の谷川が手を変えた。結果、111手で先手・谷川の勝ちとなり、4勝3敗で王将を防衛、最後の砦として羽生の七冠独占を阻止した。この日は、将棋界の取材としては異例の数の報道陣が大挙して詰めかけていた。後に谷川は、「震災がなかったら獲られていたかもしれない」と語っている。また、後年、インタビューにて「一度、七冠のチャンスは作れても、二度は無理だろうと思っていた。」とも語っている。
1995年度、羽生は開幕から名人、棋聖、王位、王座、竜王と全て防衛に成功し、さらに王将リーグも再び制覇して2年連続で谷川王将の挑戦者となった。
この第45期王将戦七番勝負（谷川0-4羽生）では、羽生が開幕から3連勝し、あっという間に谷川を追い詰めた。
山口県のマリンピアくろいで行われた第4局（1996年2月13日-14日）の戦形は、勝っても負けても大差の内容になりやすい「横歩取り」となり、谷川は先手番で中原囲いを組むという新構想を見せる。2日目の模様は、NHKの衛星テレビで放送され、時間枠は午前9時から終局まで（12:00 - 13:30は中断）という異例の長さであった。その中継会場（大盤解説）は大入りで、その熱気で解説役の森下卓、山田久美は汗だくだったという。谷川にとっては、37手目が悔やまれる一手であった。2日目の15時半頃にはすでに羽生が勝勢になり、自玉に受けがなくなった谷川は、77、79手目の形作りの手で、首を差し出した。以下は易しい詰みとなり、羽生が82手目△7八金と引いて王手をかけた手を見て、17時6分、谷川は投了した。谷川にとっては屈辱の、七冠王誕生であった。終局直後のインタビューでは「せっかく注目してもらったのに、ファンの方にも羽生さんにも申し訳ない」と述べた。

### 再起
羽生に奪取された後、1996年、第9期竜王戦の挑戦者決定三番勝負で佐藤康光を2勝0敗で破り、羽生竜王へのリベンジの機会をつかみ取った。そして第9期竜王戦七番勝負（谷川4-1羽生）で羽生から竜王位を奪取した。この七番勝負第2局の終盤80手目で、谷川が一見ただのところに△7七桂（右図参照）と打った手は、まさに「光速の寄せ」と言われた。この手を境に羽生の玉はたちどころに寄り形となり、谷川の勝ちとなった。当時、NHK将棋講座で講師を務めていた中原誠は、番組の中で「今回の竜王戦は面白くなりましたね。7七桂という手が出ましてね。」とコメントした。谷川自身は当時を回顧し、「このような手が浮かぶのは理屈ではない。7七の地点が光って見えたと書いて、信じてもらえるだろうか。」と語っている。
なお、直後の第46期王将戦（谷川0-4羽生）でも、王将リーグで村山聖との4勝2敗同士のプレーオフを制して羽生に挑戦したが、敗退した。しかし、第55期A級順位戦では1敗後の8連勝で、羽生名人への挑戦を決めた。
そして、年度が明けての1997年の第55期名人戦（谷川4-2羽生）で勝利を収め、二大タイトル（竜王・名人）を独占した。また、通算5期の規定により永世名人（十七世名人）の資格を得た。翌朝NHK総合テレビのニュースに出演した谷川は、「内容が良くなかった」「まだ‘谷川時代’を作っていない」と語った。
名人戦と日程が並行した1997年4月 - 5月（棋戦としての年度は1996年度）の第15回全日本プロトーナメント決勝五番勝負（谷川3-2森下）では、森下卓を下して6度目の優勝をした。この決勝五番勝負では、谷川が後手番の2局において、先手・森下卓の相矢倉への誘いに谷川が応じず、後手急戦棒銀（原始棒銀）を見せて話題となった（その2局の結果は1勝1敗）。
同年度は、第10期竜王戦（谷川4-0真田圭一）で竜王防衛も果たし、2つのビッグタイトルを独占した。これが評価され、タイトル数は羽生の四冠より少ないものの、最優秀棋士賞（5度目）を受賞した。また、1997年（1 - 12月）の獲得賞金・対局料ランキングで1位（11762万円）となった。1993年〜2018年の間に羽生以外の棋士が1位になったのは、この年と2013年と2017年だけである。

### 羽生世代との対決
1998年度以降のタイトル戦は、羽生善治、佐藤康光、藤井猛、郷田真隆、丸山忠久、森内俊之といった羽生世代の棋士達ばかりを相手にしての戦いとなった。
1998年度、第56期名人戦七番勝負（谷川3-4佐藤康）は、第6局まですべて先手が勝ちの展開でフルセットとなった。谷川が先手で勝った3局はすべて、谷川が得意とする角換わりを佐藤が受けて立ったものであった。しかし最終第7局は、振り駒で谷川が先手を引き当てたものの矢倉を選択した。結果は佐藤が勝ち「佐藤新名人」を誕生させてしまった。
同年度、第11期竜王戦（谷川0-4藤井）は、4組からの挑戦者として勢いに乗る藤井猛との戦いとなった。谷川は、第1局は穴熊を見せつつ玉頭戦を仕掛けて負け。第2局は相振り飛車にしたが負け。第3局と第4局は、自陣の囲いが堅いままでも絶望の局面、いわゆる「姿焼き」となって負け。結局ストレート負けで「藤井新竜王」を誕生させてしまい、自身は無冠となった。
名人と竜王を失冠した谷川には、次期まで「前竜王・前名人」の肩書きを名乗る権利があった。しかし、本人の意向により、連盟から発表されたのは通常の「九段」の肩書きであった。
1998年度のA級順位戦は、村山聖の休場（同年に死去）により9人でのリーグ戦となった。谷川は7戦全勝で迎えた最終第8回戦で島朗に敗れる。これにより島はA級に残留となり、代わりに弟弟子で仲もよい井上慶太がA級から陥落した。7勝1敗同士の森内俊之とのプレーオフを制して佐藤康光名人へのリターンマッチの権利を得たものの、「井上君には申し訳なかった」と語った。
そして迎えた1999年度の佐藤康光との第57期名人戦（谷川3-4佐藤）は、最初の2局で連敗した。しかし、第3局と第5局で前年と同様、谷川得意の角換わりを佐藤が受けて立って谷川が勝つなど3連勝し、奪還まであと1勝とした。次の第6局では佐藤が居飛車穴熊を用い、2日目の深夜まで続く長手数の将棋を制した。最終局も佐藤が勝ち、谷川は名人を取り返すことができなかった。なお、このシリーズで谷川は、後手番の2局で、当時本格的に流行し始めた戦法・「横歩取り8五飛」を採用している。
この名人戦の直後、第70期棋聖戦（谷川3-0郷田）で郷田真隆から棋聖位を奪取し、「無冠」を返上する。このとき、テレビのインタビューで、「1つぐらいは…（タイトルを持っていないと）」と苦笑しながら語り、依然、第一人者となるべき身の自覚と向上心を示唆した。
2000年度は、王位戦で2年連続挑戦するなどして、第71期棋聖戦（谷川2-3羽生）、第41期王位戦（谷川3-4羽生）、第50期王将戦（谷川1-4羽生）という3つのタイトル戦で羽生と対決した。特に棋聖戦と王位戦は日程が重なり、また、どちらも最終局までもつれ込んだため、‘十二番勝負’と言われた。結果は、3つとも敗退し無冠となった。しかし、この年度の第59期A級順位戦では最終9回戦で佐藤康光との同星決戦（6勝2敗同士）を制し、丸山忠久名人への挑戦権を得た。
そして、2001年度の第59期名人戦（谷川3-4丸山）は、3年前の佐藤との名人戦と同様、第6局まですべて先手が勝ち、最終局だけ後手が勝つという展開（千日手指し直しがあった点は異なる）で、丸山の防衛となった。この名人戦は、後手の谷川の四間飛車に対して丸山が「ミレニアム囲い」を2度用いたり、横歩取り8五飛が3度現れたりするなど、当時の流行を象徴する戦いとなった。なお、当年度の王将戦（第51期）では、挑戦者決定リーグにて史上初となる「2勝4敗と負け越したが残留決定戦をせずにリーグ残留」という珍記録を成功させている。2勝4敗での残留自体は第37期王将戦にて島朗が達成しているが、島は残留決定戦を制しての残留であったため、残留決定戦を無しに2勝4敗で残留したのは谷川が初めてだった。
2002年度、第43期王位戦七番勝負（谷川4-1羽生）で羽生善治から王位を奪取。およそ2年ぶりにタイトル保持者となった。このシリーズの全6局（第5局の千日手指し直しも含む）は、全て異なる戦形であった。なお、この王位戦の第1局で、ちょうど公式戦通算1000勝（特別将棋栄誉賞、史上7人目）を記録したので、当時、NHKに解説役で出演した棋士が「1000勝で先勝」という駄洒落を言っている。
翌2003年度の第44期王位戦（谷川4-1羽生）は、羽生に奪還を許さず2連覇した。羽生を相手に、同一タイトル戦で2年連続勝利したのは谷川が初である。また、同年度、第29期棋王戦（谷川3-1丸山）では、丸山忠久得意の、先手・角換わり、後手・横歩取り8五飛を打ち破って棋王位を奪取。1998年の名人失冠以来、約6年振りに二冠（王位・棋王）となった。
しかし、これら2つのタイトルは、次年度（2004年度）に、第45期王位戦（谷川1-4羽生）と第30期棋王戦（谷川0-3羽生）で、いずれも羽生に奪取されてしまい、またも無冠に追い込まれた。
2003年12月19日、A級順位戦の対・島朗戦において、棒銀の銀をタダ捨てした名手を指す。出だし、島が自分から角交換をして「先後逆の角換わり」の将棋となり、右図はその53手目、谷川の棒銀による銀交換を先手の島が拒否して、7七にいた銀を▲8八銀と引いた局面である。ここで、「△7七銀成」（54手目）が炸裂。以下、▲同桂△3八馬▲同金△8九飛▲7九銀△8八飛行成▲同金△7九飛成▲4八玉△8八竜▲4七玉△4五金と進み、たちまち寄り形。この54手目△7七銀成で将棋大賞の升田幸三賞を受賞した。同賞では、戦法でも囲いでもない特定の一手に対する初の授与であった。
竜王戦で、第1期（1988年度）から第18期（2005年度）まで18期連続で1組に在籍（竜王在位を含む）。第1期からの連続記録としては最長である。
2005年度の第64期A級順位戦では8勝1敗で羽生と並び、二者によるプレーオフは2006年3月16日に行われ、流行の、後手番一手損角換わりの戦形となった。最終盤で羽生は127手目に▲3一角と打ち捨ててから谷川の玉を猛然と詰ましにかかったが、谷川は巧みに詰みを逃れて156手で勝利。この一局の内容は高く評価され、将棋大賞で新設されたばかりの「名局賞」を受賞した。
そして、11度目の名人戦登場となる第64期（2006年度）名人戦（谷川2-4森内）を迎えた。第1局では、終盤に森内が自陣の7二と8二に銀を並べ打つという珍形の強い受けを見せて勝ち、また、第2局では、一転してゴキゲン中飛車・超急戦での一方的な内容で居飛車側の森内が勝つという出だしとなった。その後は、先手番に自信を持つ森内に着実に2勝を上積みされて敗退。9年ぶりの名人復位はならなかった。

### A級残留の奮闘
第67期（2008年度）A級順位戦は、最終局を残した時点で降級の可能性があるという、谷川にとっては初めての危機を迎え、このことは地方紙にも取り上げられた。そして迎えた最終局（2009年3月3日）の対・鈴木大介戦は、「勝った方が残留、負けた方が降級」という決戦となった。先手番の谷川は相振り飛車に誘導して勝利し、A級残留に成功した。
2007年度・2008年度と、タイトル戦登場も棋戦優勝もない年度が続いたが、2009年度はJT将棋日本シリーズで優勝し、同棋戦での最多優勝記録を6に更新した。なお、前年度獲得賞金・対局料ランキング13位で元々出場権がなかった谷川は、渡辺明が近親者から新型インフルエンザを感染している可能性があって欠場したため、繰り上げ出場した。優勝後のインタビューでは、「本来、出場できる立場ではなかった」とし、優勝賞金（500万円）は主催者や連盟と相談の上、小学生への普及のために使ってほしいとの旨を語った。そして、翌年の9月に3000セット（東京都に2000セット、大阪市に1000セット）の将棋盤と駒を寄付した。
第69期（2010年度）A級順位戦で残留したため、第70期でA級在籍の連続記録を30期（名人在位を含む）に伸ばして中原誠の記録を抜き、歴代単独3位となった。
2011年3月10日、第24期竜王戦2組昇級者決定戦1回戦で中川大輔に勝ち、史上4人目の公式戦通算1200勝（1901局・698敗・3持将棋、勝率0.632）を当時最年少（48歳11か月）で達成。四段昇段後34年2か月での達成は、33年8か月の中原誠十六世名人に次ぐ記録であった。
2012年度、第71期A級順位戦では、2勝6敗で谷川（4位）・高橋道雄（8位）・橋本崇載（9位）の3人が並び、降級の可能性を残して最終局（2013年3月1日）に臨んだ。勝てば自力で残留を決められる対局であったが、屋敷伸之に敗れ、残留は他の対局の結果へ委ねられることになった。しかし高橋と橋本が揃って敗れたため、辛くもA級残留を果たした。

### B級に降格
2013年度、第72期A級順位戦に参加し、連続A級在籍記録は升田幸三を抜き歴代単独2位となったが、2014年1月7日に渡辺明に敗れ1勝6敗となった後、10日の他の対局でB級1組への降級が決定し、連続在籍記録は32期で途絶えた(最終成績は2勝7敗)。永世名人資格保持者がB級1組所属となるのは第59期（2000年度）の中原誠十六世名人以来となる。
2018年10月1日、第68回NHK杯2回戦で稲葉陽に勝ち、史上5人目の公式戦通算1300勝（2135局・832敗・3持将棋、勝率0.610）を達成。2019年1月22日には、第32期竜王戦4組ランキング戦で船江恒平に勝ち、中原誠を超え歴代4位の1309勝を、同年9月12日には、第78期順位戦B級1組で松尾歩に勝利し、加藤一二三を超え歴代3位の1325勝を、それぞれ達成した。
しかし、松尾戦以降は順位戦で連敗し、2020年1月23日の千田翔太戦で敗れたことにより、最終局を待たずB級2組への降級が決まった（最終結果は3勝9敗の12位）。名人経験者のB級2組降級は加藤一二三・丸山忠久に次いで3人目、永世名人資格者のB級2組降級は谷川が初となる。

### 永世名人襲位後
2022年、日本将棋連盟の理事会が谷川の実績や将棋界への貢献を考慮し永世名人襲位を推薦。本人および名人戦主催者の合意が得られたため、第81期順位戦の開幕を前に、5月23日付で永世名人（十七世名人）を襲位。6月9日に佐藤康光会長から推戴状を授与された。
2023年6月1日、第81期名人戦第5局にて藤井聡太が自身の最年少名人記録を40年ぶりに更新した際に、「40年前の言葉をもう一度使わせて頂くと、中原十六世名人からお預かりした最年少名人の記録を、無事、藤井新名人にお渡しできた、という心境です。」とコメントを残している。
2024年6月13日に当時現役最古参棋士（現役棋士のうち四段昇段が最も古い）であった青野照市が引退し、この日以降は代わって谷川が現役最古参棋士となった。
2025年1月15日、第83期順位戦B級2組8回戦にて郷田真隆を破り、大山康晴、羽生善治に続く史上3人目の通算1400勝（945敗、3持将棋）を達成した。

## 棋風
他の棋士が思いつきにくい手順でたちまち敵の玉を寄せることから、「光速の寄せ」、「光速流」というキャッチフレーズが付いている。

森内俊之は、「終盤にスピード感覚を将棋に持ち込んだ」元祖とも言える存在であり、寄せの概念を変えたと評している。
しかし、2009年には「光速の寄せなくなっちゃったんで」と谷川本人も冗談めかして言ったように、必ずしも「光速」にこだわらない棋風へと変化しつつある。他に、有力な指し手が2つ以上見えた場合、駒が前に進む手を優先して選ぶことから、「谷川前進流」とも言われる。
谷川が色紙などに揮毫するときに、好んで書く言葉として、「光速」、「前進」、「飛翔」、「危所遊」（松尾芭蕉の「名人危所に遊ぶ」より）などがある。これらは、谷川自身の将棋観・特徴を表している。ちなみに、谷川は達筆であるが、一目で谷川が書いたとわかる独特の字を書く。
谷川は振り飛車も指すが、基本的には居飛車党である。プロデビューしたばかりの四段時代は振り飛車党であったが、その後、居飛車党に鞍替えした。
昭和と平成の境目の前後の頃には先手番の角換わりを最も得意とし、他の居飛車党の棋士達から恐れられた。
相矢倉は後手番が少しだけ不利だということが‘定説化’した頃（2000年頃）からは、後手番では矢倉を指すことがかなり少なくなり、たとえば四間飛車を多用した。その後、横歩取り8五飛、相振り飛車、ゴキゲン中飛車など、流行の戦法を取り入れて、指し方が多様化する。
ちなみに、谷川の「光速の寄せ」を信用したがために、対局相手が自ら転ぶケースも時たま生じている。一例として谷川が永世名人の資格を獲得した第55期名人戦の第1局の最終盤を挙げる。羽生は72手目に△6五飛と指して谷川の馬と金に両取りをかけた。馬は羽生の玉に迫っている駒で、金は谷川の玉を守っている駒であった。それに対して谷川はほとんど時間を使わず、羽生玉の近くに▲4一銀と打った。しかし、この手は詰めろではなかった。ところが、羽生は谷川を信用して、その手が詰めろだと錯覚したため、金を取って必至をかければ勝ちになるところを、自陣を攻めている馬の方を取ってしまい、結果、谷川の逆転勝利となった。
デビュー直後にはハメ手として古くから知られている横歩取り4五角戦法を再発見して連採、森安秀光・東和男を36手で倒しブームを巻き起こしたことがある。

## エピソード・人物
- 1972年5月5日、NHK教育テレビで将棋界初のカラー放送が行われ、この中で女流アマ準名人で中学2年の兼田睦美と小学4年生の谷川が対局した[35]。
- 羽生善治が優勝、森内俊之が3位となった第7回（1982年度）小学生将棋名人戦で、谷川は解説役であった。当時、谷川はA級八段になり、20歳を迎える頃で、羽生と森内は小学校6年生での出場であった。優勝した羽生に対して谷川は「これから勉強していけばプロも夢じゃない」と話しており、映像としても残っている。
- 1985年11月1日、勝浦修八段との対局に敗れて勝浦に八段昇段後250勝目を献上、勝浦は九段昇段（現役25人目）となった[36]。翌月の12月9日、今度は森雞二八段との対局に敗れて森に八段昇段後250勝目を献上、森は九段昇段（現役26人目）となった[37]。1か月の間に立て続けて250勝目を献上した二人（勝浦・森）の九段昇段を、後に谷川は「巡り合わせとはいえ不思議なこと」「狙い討ちに遭っているよう」と評している[38]。
- 対局中の姿勢・所作について、原田泰夫九段はこれを評して「礼儀作法も実力のうちといいますが、谷川君の立ち居振る舞いは実にきちっとしている。ノブレス・オブリージュ（高い地位に伴う義務）を具現していますよ」と語っている[39]。
- 第25回（2000年度）小学生将棋名人戦で優勝した都成竜馬（1990年1月17日生）は谷川の弟子として奨励会に入会、2007年7月に三段昇段、第44期（2013年度）新人王戦で藤森哲也四段との決勝3番勝負を制し、奨励会三段として史上初の優勝を遂げた。なおその後、第58回奨励会三段リーグ戦（2015年10月 - 2016年3月）で1位となり、2016年4月1日付けで四段プロデビューを果たすことになった。
- 初めて名人在位していた1984年の第23期十段戦挑戦者決定リーグで、対戦相手の加藤一二三前名人が先に入室して上座に座っていた。谷川は頭に血が上ったが、手洗いに行って頭を冷やした後、黙って下座に就き、さらに対局開始から初手を指すまで10分を使って冷静さを取り戻した結果、勝利を収めた[40]。そして後日、『将棋世界』誌（日本将棋連盟）の自戦記及び、自著『中学生棋士』で遠回しに非難した。一方で、加藤一二三は上座に座った理由として「読売新聞社主催の十段戦の対局ということを重視し、私はこれまで十段戦に縁が深く、現在谷川さんよりもリーグの順位が上だったことを考慮した」と述べている。

### 谷川将棋への評価
- 初代永世竜王資格者となった渡辺明は、プロになった頃に谷川の将棋を並べていたと答えている[41]。

### 詰将棋
- 詰将棋作家としての一面がある。詰将棋専門誌『詰将棋パラダイス』が主催する「看寿賞」の1997年度特別賞を受賞した。
- 詰将棋作家の若島正が主催する「詰将棋解答選手権」に2007年から参加し、40代でありながら果敢に挑戦している。
- 2008年に、初の詰将棋作品集『光速の詰将棋』を刊行した。
- 2011年に、永世名人としては225年ぶりの図式集百番『月下推敲』を刊行した。2012年、本作が、第24回将棋ペンクラブ大賞特別賞を受賞する。

### 神戸人として
- 実家は真宗高田派専修寺第15世門主の堯朝の妻高松院（藤堂高虎の娘）の位牌寺院を起源とする浄土真宗本願寺派高松寺[42]。阪神・淡路大震災で被災し再建、現在は親戚が継いでいる[43][44]。
- 本願寺出版社が発行する門徒向けの雑誌『大乗』に「将棋道場」という記事を連載している[45]。
- 滝川高等学校卒業。
- 坂田三吉の曾孫弟子にあたる。坂田の弟子・藤内金吾一門の流れを汲む一人であり、内藤國雄、森安兄弟（正幸、秀光）、若松政和（谷川の師匠）ら藤内一門は「神戸組」（藤内の将棋道場が神戸市の三宮にあった）とも呼ばれ、将棋界に一大勢力を築いた。
- 熱心な阪神タイガースファンであり、2008年1月にはタイガースの練習場に足を運び将棋盤と駒をプレゼントし、さらに岡田彰布監督にアマチュア三段の免状を授与している[46]（ただし免状の署名は、米長邦雄会長・森内俊之名人・渡辺明竜王・内藤國雄九段で、谷川の署名はない）。また、今岡誠（2004年アマ二段）とも交流がある[47]。NHK-BS2で2000年1月に放送された『羽生善治の新春 大逆転五番勝負』で、藪恵壹（当時・阪神タイガース）を応援するために、法被姿でビデオ出演した。弟弟子（飲み仲間でもある）の井上慶太は谷川以上に熱烈なタイガースファンであり「その思いは井上には負ける」と谷川を特集した『情熱大陸』（毎日放送）で語っている。他球団では、兵庫県出身で元東京ヤクルトスワローズの古田敦也（アマ三段[48]）とも親交があり共著[49]も出している。
- 1997年6月17日、神戸市から「神戸文化栄誉賞」を授与された[50]。
- 1997年6月23日、兵庫県「誉」賞受賞（十七世名人資格獲得による）。同賞の受賞者は、スポーツの世界大会優勝者など錚錚たる顔ぶれである[51]。2000年には内藤國雄九段も受賞している（公式戦1000勝）。谷川の次の受賞者（1年半後）は、奇しくも同じ名前の伊東浩司（陸上短距離）である。
- 2005年6月18日、神戸市の神戸大使を委嘱された[52]。
- 2007年11月7日、平成19年度の「兵庫県文化賞」を受賞[53]。

### 理事・会長として
- 2011年5月、日本将棋連盟の理事選挙に出馬し、当選。専務理事として、渉外部を担当[54]。
- 2012年12月、米長邦雄逝去を受け、第二次世界大戦後15人目となる日本将棋連盟会長に就任した[55][56]。現任理事の任期満了となる2013年5月まで務めた後、翌月に行われた総会と理事会を経て会長に再任された[57]。2015年6月、再任[58]。
- 新規Webメディアについて、株式会社シンクロ[59]との業務提携を決定し、2016年7月11日、将棋会館（東京都渋谷区）にて調印式（シンクロ・西井社長、日本将棋連盟・谷川会長、青野専務理事）が実施された[60]。
- 同年10月11日、谷川ら理事たちは、常務会において三浦弘行九段に「将棋ソフト不正使用」の疑惑ありとし説明を求めた。この常務会において三浦は不正を否定したものの、翌12日に、三浦を年内12月31日までの公式戦出場停止処分とし、竜王戦の挑戦者を丸山忠久九段に変えるとの決定事項が発表された[61]。（将棋ソフト不正使用疑惑）
- 同年12月26日、日本将棋連盟が調査を委嘱した第三者委員会は、三浦九段の疑惑について処分の根拠とされていた電子機器を使用した形跡、離席の事実ともになく、一致率は根拠となり得ず、不正行為に及んでいた証拠はないとの発表があった[62]。谷川は連盟会長として、三浦九段への疑惑のきっかけは「7月の関西の報告会での久保利明九段の発言」が発端だった事[63]を公表し、27日に記者会見で謝罪した[64]。
- 2017年1月18日、将棋ソフトの不正使用疑惑での第三者委員会からの報告を熟慮し三浦九段や関係各位に対し誠意を伝えるには会長職を辞するのが一番ではないかと結論付け辞任を発表した[65]。ただし三浦は「谷川会長にはとても感謝しています」と述べている[66]。

### その他
- 血液型はO型。
- 1971年東急将棋まつりで小学生高学年の部で小学3年生の身分で優勝、中学生の部門では兄の俊昭が優勝している。
- 幼い頃から将棋に没頭してきたため自転車に乗れない。
- 藤井猛は1998年度の竜王戦七番勝負で谷川と対決する直前に囲碁・将棋ジャーナルに出演したが、番組の司会であり、同じ西村一義門の姉弟子でもある山田久美女流から、「谷川竜王はカニが苦手だそうです」とのことで、カニの絵が描かれた扇子をプレゼントされた。
- 食べ物ではカニ以外にエビも苦手[67]。本人によれば「体質的に子どもの頃、小学生の時に食べて当たったことがある」ことが原因で、現在は「食べても大丈夫だが、対局時は万が一を考えて避けている」とのこと[68]。
- 2006年、NHK将棋講座『谷川浩司の本筋を見極める』の中の「将棋ワンポイントクリニック」のコーナーで、谷川が医師の扮装、アシスタントの島井咲緒里女流が看護婦姿、というコスプレで登場したことが1度だけある。
- 名人戦で、加藤・中原・羽生・佐藤康・丸山・森内の名人在位時に挑戦者として対局した。谷川の名人在位時に挑戦者となった米長も含めると、7人の名人経験者と名人戦の舞台で戦ったことになる。
- 2014年11月、紫綬褒章を受章[69]。
- 2023年度末（2024年3月31日）時点での通算成績（2324対局、1391勝930敗）[70]で、現役最多対局数、現役最多負け数の記録を保持[70]。
- 第81期順位戦を満59歳・B級2組在籍・降級点無しの状態で迎えた時点で、以降の順位戦及び竜王戦における成績にかかわらず、フリークラスの定年を超過して（その後もB級2組在籍・降級点無しのまま第84期順位戦を迎えた関係上、短くとも満69歳・2031年度の全公式戦が終了する日まで）現役を続行できることが確定した。

## 弟子

### 棋士となった弟子
| 名前     | 四段昇段日   | 段位、主な活躍        |
| -------- | ------------ | --------------------- |
| 都成竜馬 | 2016年4月1日 | 七段、一般棋戦優勝1回 |

（2021年3月25日現在）

## 昇段履歴
- 1973年00月00日 ： 5級 = 奨励会入会（関西）／小学4-5年 [71]
- 1973年12月00日 ： 4級（ 9勝2敗 ）／小学5年
- 1974年04月00日 ： 3級（ 6連勝 ）0／小学6年
- 1975年03月00日 ： 2級（ 9勝3敗 ）
- 1975年07月00日 ： 1級（ 11勝4敗 ）／中学1年
- 1975年09月00日 ： 初段（ 9勝3敗 ）[71]
- 1976年02月00日 ： 二段（ 12勝4敗 ）[72]
- 1976年07月00日 ： 三段（ 12勝4敗 ）／中学2年 [73]
- 1976年12月20日 ： 四段（ 8連勝 ） = プロ入り。史上初の中学2年棋士、史上2人目の中学生棋士 [74][75]
- 1979年04月01日 ： 五段（順位戦C級1組昇級）
- 1980年04月01日 ： 六段（順位戦B級2組昇級）
- 1981年04月01日 ： 七段（順位戦B級1組昇級）
- 1982年04月01日 ： 八段（順位戦A級昇級）
- 1984年04月01日 ： 九段（前年度名人位獲得） - 当時の九段昇段最年少記録 [注釈 6]
- 2022年05月23日 ： 十七世名人襲位（名人5期獲得による連盟推挙）[1]

## 主な成績

### タイトル・永世称号
詳細は末尾の年表 を参照。他の棋士との比較は、タイトル獲得記録、将棋のタイトル在位者一覧を参照
| タイトル | 獲得年度                   | 登場 | 獲得期数 | 連覇  | 永世称号（備考）             |
| 竜王 | 1990-1991, 1996-1997       | 06回 | 4期      | 2連覇 |                              |
| 名人 | 1983-1984, 1988-1989, 1997 | 11回 | 5期      | 2連覇 | 十七世名人 2022年5月23日襲位 |
| 王位 | 1987, 1989-1991, 2002-2003 | 11回 | 6期      | 3連覇 |                              |
| 王座 | 1990                       | 06回 | 1期      | －    |                              |
| 棋王 | 1985, 1987, 2003           | 07回 | 3期      | －    |                              |
| 叡王 | －                         | 0    | －       | －    |                              |
| 王将 | 1991-1994                  | 07回 | 4期      | 4連覇 |                              |
| 棋聖 | 1991後-1992後, 1999        | 09回 | 4期      | 3連覇 |                              |
| 旧タイトル | 獲得年度                   | 登場 | 獲得期数 | 連覇  | 永世称号（備考）             |
| 十段 | －                         | 0    | －       | －    |                              |
| 登場回数合計57、獲得合計27期（歴代6位） 7タイトル「生涯グランドスラム達成」（叡王戦創設まで） （2025年3月9日現在。最新は2006年度名人戦） |                            |      |          |       |                              |

| 01位 | 羽生善治* | 099期 | (138回) |
| 2位  | 大山康晴  | 80期  | (112回) |
| 3位  | 中原誠    | 64期  | (091回) |
| 4位  | 渡辺明*   | 31期  | (045回) |
| 5位  | 藤井聡太* | 29期  | (030回) |

| 6位  | 谷川浩司*                   | 27期        | (057回)         |
| 7位  | 米長邦雄                    | 019期       | (048回)         |
| 8位  | 佐藤康光*                   | 13期        | (037回)         |
| 9位  | 森内俊之*                   | 12期        | (025回)         |
| 10位 | 加藤一二三                  | 08期        | (024回)         |
|      | 木村義雄 (番勝負実施分のみ) | 08期 (05期) | (011回) (008回) |

| 01位 | 羽生善治* | 099期 | (138回) |
| 2位  | 大山康晴  | 80期  | (112回) |
| 3位  | 中原誠    | 64期  | (091回) |
| 4位  | 渡辺明*   | 31期  | (045回) |
| 5位  | 藤井聡太* | 29期  | (030回) |

| 6位  | 谷川浩司*                   | 27期        | (057回)         |
| 7位  | 米長邦雄                    | 019期       | (048回)         |
| 8位  | 佐藤康光*                   | 13期        | (037回)         |
| 9位  | 森内俊之*                   | 12期        | (025回)         |
| 10位 | 加藤一二三                  | 08期        | (024回)         |
|      | 木村義雄 (番勝負実施分のみ) | 08期 (05期) | (011回) (008回) |

- タイトル戦登場回数（合計57回）
  - 竜王：06回（0第3期〈1990年度〉-5期、9期-11期）
  - 名人：11回（第41期〈1983年〉-43期、46-48期、55-57期、59期、64期）
  - 王位：11回（第28期〈1987年度〉-33期、40-41期、43-45期）
  - 王座：06回（第33期〈1985年度〉、38-39期、41-42期、46期）
  - 棋王：07回（第11期〈1985年度〉-14期、18期、29～30期）
  - 王将：07回（第41期〈1991年度〉-46期、50期）
  - 棋聖：09回（第44期〈1984年度前期〉、59-64期、70-71期）

### 一般棋戦優勝
末尾の年表 の「一般棋戦優勝」の欄も参照。
- 全日本プロトーナメント　7回（1983年度=第2回、1984、1985、1987、1994※、1996※、1999※年度）

※印の決勝五番勝負の決着は、翌年度までずれこんでいる（1994年度と1996年度は5月まで、1999年度は4月まで）。
- NHK杯戦　1回（1985年度=第35回）
- 銀河戦　1回（2002年=第10回）
- 日本シリーズ　6回（1989年度=第10回、1990、1992、1996、1997、2009年度）
- 天王戦　2回（1989年度=第5回、1991年度）
- オールスター勝ち抜き戦（5勝以上） 3回（第5回(1982年度)6連勝、第7回(1984年度)5連勝、第9回(1986年度)12連勝）
- 名棋戦　1回（1979年度=第6回）
- 若獅子戦　1回（1978年度=第2回）

優勝回数 合計 22回
非公式戦での優勝
- 富士通杯達人戦　5回（2004 - 2007、2013年）

優勝経験のない棋戦
谷川のプロデビュー（1976年12月20日）以降に存在した棋戦のうち、新進棋士の棋戦を除けば、谷川に優勝経験がない棋戦（タイトル戦を含む）は、下記の5つだけである（ただし、前身の棋戦は同一の棋戦と見なす）。
- 名将戦（1987年度で終了）
- 早指し将棋選手権戦（2002年度で終了）
- 大和証券杯ネット将棋・最強戦（2007年創設、2012年度で終了）
- 叡王戦（2015年創設）
- 達人戦立川立飛杯（2023年創設）

### 将棋大賞
末尾の年表 の「将棋大賞」の欄を参照。
※：2003年度の「升田幸三賞」の受賞対象は、第62期A級順位戦、対・島朗戦（2003年12月19日）の中の一手（54手目△7七銀成）。
※：2006年度の「名局賞」の受賞対象は、第64期A級順位戦プレーオフ、対・羽生善治戦（2006年3月16日）。

### 在籍クラス
| 開始 年度 | (出典)順位戦出典 | (出典)順位戦出典 | (出典)順位戦出典 | (出典)順位戦出典 | (出典)順位戦出典 | (出典)順位戦出典 | (出典)順位戦出典 | (出典)順位戦出典 | (出典)竜王戦出典 | (出典)竜王戦出典        | (出典)竜王戦出典        | (出典)竜王戦出典        | (出典)竜王戦出典        | (出典)竜王戦出典        | (出典)竜王戦出典        | (出典)竜王戦出典        | (出典)竜王戦出典        | (出典)竜王戦出典        |
| 開始 年度 | 期               | 名人             | A級              | B級              | B級              | C級              | C級              | 0                | 期               | 竜王                    | 1組                     | 2組                     | 3組                     | 4組                     | 5組                     | 6組                     | 決勝 T                  |                         |
| 開始 年度 | 期               | 名人             | A級              | 1組              | 2組              | 1組              | 2組              | 0                | 期               | 竜王                    | 1組                     | 2組                     | 3組                     | 4組                     | 5組                     | 6組                     | 決勝 T                  |                         |
| --- | ---------------- | ---------------- | ---------------- | ---------------- | ---------------- | ---------------- | ---------------- | ---------------- | ---------------- | ----------------------- | ----------------------- | ----------------------- | ----------------------- | ----------------------- | ----------------------- | ----------------------- | ----------------------- | ----------------------- |
| 1977 | 36               |                  |                  |                  |                  |                  | C232             | 8-2              |                  |                         |                         |                         |                         |                         |                         |                         |                         |                         |
| 1978 | 37               |                  |                  |                  |                  |                  | C203             | 8-2              |                  |                         |                         |                         |                         |                         |                         |                         |                         |                         |
| 1979 | 38               |                  |                  |                  |                  | C118             |                  | 9-1              |                  |                         |                         |                         |                         |                         |                         |                         |                         |                         |
| 1980 | 39               |                  |                  |                  | B216             |                  |                  | 10-0             |                  |                         |                         |                         |                         |                         |                         |                         |                         |                         |
| 1981 | 40               |                  |                  | B112             |                  |                  |                  | 10-2             |                  |                         |                         |                         |                         |                         |                         |                         |                         |                         |
| 1982 | 41               |                  | A10              |                  |                  |                  |                  | 7-2              |                  |                         |                         |                         |                         |                         |                         |                         |                         |                         |
| 1983 | 42               | 名人             |                  |                  |                  |                  |                  | --               |                  |                         |                         |                         |                         |                         |                         |                         |                         |                         |
| 1984 | 43               | 名人             |                  |                  |                  |                  |                  | --               |                  |                         |                         |                         |                         |                         |                         |                         |                         |                         |
| 1985 | 44               |                  | A 01             |                  |                  |                  |                  | 5-5              |                  |                         |                         |                         |                         |                         |                         |                         |                         |                         |
| 1986 | 45               |                  | A 04             |                  |                  |                  |                  | 6-3              |                  | 第26期十段戦 リーグ残留 | 第26期十段戦 リーグ残留 | 第26期十段戦 リーグ残留 | 第26期十段戦 リーグ残留 | 第26期十段戦 リーグ残留 | 第26期十段戦 リーグ残留 | 第26期十段戦 リーグ残留 | 第26期十段戦 リーグ残留 | 第26期十段戦 リーグ残留 |
| 1987 | 46               |                  | A02              |                  |                  |                  |                  | 8-1              | 1                |                         | 1組                     |                         |                         |                         |                         |                         | --                      | 0-1/出0-1/残2-0         |
| 1988 | 47               | 名人             |                  |                  |                  |                  |                  | --               | 2                |                         | 1組                     |                         |                         |                         |                         |                         | --                      | 2-1/出1-1               |
| 1989 | 48               | 名人             |                  |                  |                  |                  |                  | --               | 3                |                         | 1組                     |                         |                         |                         |                         |                         | 4-0                     | 2-1/出1-0               |
| 1990 | 49               |                  | A 01             |                  |                  |                  |                  | 6-3              | 4                | 竜王                    |                         |                         |                         |                         |                         |                         | --                      | --                      |
| 1991 | 50               |                  | A 02             |                  |                  |                  |                  | 6-3              | 5                | 竜王                    |                         |                         |                         |                         |                         |                         | --                      | --                      |
| 1992 | 51               |                  | A 02             |                  |                  |                  |                  | 5-4              | 6                |                         | 1組                     |                         |                         |                         |                         |                         | 0-1                     | 1-1/出1-0               |
| 1993 | 52               |                  | A 04             |                  |                  |                  |                  | 7-2              | 7                |                         | 1組                     |                         |                         |                         |                         |                         | --                      | 0-1/出1-1               |
| 1994 | 53               |                  | A 02             |                  |                  |                  |                  | 6-3              | 8                |                         | 1組                     |                         |                         |                         |                         |                         | 0-1                     | 2-1/出1-0               |
| 1995 | 54               |                  | A 04             |                  |                  |                  |                  | 5-4              | 9                |                         | 1組                     |                         |                         |                         |                         |                         | 4-0                     | 3-1 (2位)               |
| 1996 | 55               |                  | A04              |                  |                  |                  |                  | 8-1              | 10               | 竜王                    |                         |                         |                         |                         |                         |                         | --                      | --                      |
| 1997 | 56               | 名人             |                  |                  |                  |                  |                  | --               | 11               | 竜王                    |                         |                         |                         |                         |                         |                         | --                      | --                      |
| 1998 | 57               |                  | A01              |                  |                  |                  |                  | 7-1              | 12               |                         | 1組                     |                         |                         |                         |                         |                         | 0-1                     | 1-1/出3-0               |
| 1999 | 58               |                  | A 01             |                  |                  |                  |                  | 4-5              | 13               |                         | 1組                     |                         |                         |                         |                         |                         | 1-1                     | 2-1/出3-0               |
| 2000 | 59               |                  | A05              |                  |                  |                  |                  | 7-2              | 14               |                         | 1組                     |                         |                         |                         |                         |                         | 0-1                     | 4-0 (1位)               |
| 2001 | 60               |                  | A 01             |                  |                  |                  |                  | 6-3              | 15               |                         | 1組                     |                         |                         |                         |                         |                         | --                      | 0-1/出1-1               |
| 2002 | 61               |                  | A 03             |                  |                  |                  |                  | 5-4              | 16               |                         | 1組                     |                         |                         |                         |                         |                         | 1-1                     | 3-1 (2位)               |
| 2003 | 62               |                  | A 04             |                  |                  |                  |                  | 5-4              | 17               |                         | 1組                     |                         |                         |                         |                         |                         | 0-1                     | 4-0 (1位)               |
| 2004 | 63               |                  | A 03             |                  |                  |                  |                  | 4-5              | 18               |                         | 1組                     |                         |                         |                         |                         |                         | --                      | 0-1/出0-1               |
| 2005 | 64               |                  | A05              |                  |                  |                  |                  | 8-1              | 19               |                         |                         | 2組                     |                         |                         |                         |                         | --                      | 1-1/昇3-0               |
| 2006 | 65               |                  | A 01             |                  |                  |                  |                  | 6-3              | 20               |                         | 1組                     |                         |                         |                         |                         |                         | 2-1                     | 0-1/出3-0               |
| 2007 | 66               |                  | A 02             |                  |                  |                  |                  | 3-6              | 21               |                         | 1組                     |                         |                         |                         |                         |                         | --                      | 0-1/出0-1               |
| 2008 | 67               |                  | A 07             |                  |                  |                  |                  | 4-5              | 22               |                         |                         | 2組                     |                         |                         |                         |                         | --                      | 1-1/昇3-0               |
| 2009 | 68               |                  | A 07             |                  |                  |                  |                  | 5-4              | 23               |                         | 1組                     |                         |                         |                         |                         |                         | --                      | 0-1/出0-1               |
| 2010 | 69               |                  | A 06             |                  |                  |                  |                  | 4-5              | 24               |                         |                         | 2組                     |                         |                         |                         |                         | --                      | 0-1/昇1-1               |
| 2011 | 70               |                  | A 07             |                  |                  |                  |                  | 5-4              | 25               |                         |                         | 2組                     |                         |                         |                         |                         | --                      | 0-1/昇0-1               |
| 2012 | 71               |                  | A 04             |                  |                  |                  |                  | 2-7              | 26               |                         |                         |                         | 3組                     |                         |                         |                         | 1-1                     | 4-0 (1位)               |
| 2013 | 72               |                  | A 08             |                  |                  |                  |                  | 2-7              | 27               |                         |                         | 2組                     |                         |                         |                         |                         | --                      | 2-1/昇1-0               |
| 2014 | 73               |                  |                  | B102             |                  |                  |                  | 4-8              | 28               |                         | 1組                     |                         |                         |                         |                         |                         | --                      | 0-1/出0-1               |
| 2015 | 74               |                  |                  | B110             |                  |                  |                  | 6-6              | 29               |                         |                         | 2組                     |                         |                         |                         |                         | --                      | 0-1/昇0-1               |
| 2016 | 75               |                  |                  | B108             |                  |                  |                  | 5-7              | 30               |                         |                         |                         | 3組                     |                         |                         |                         | --                      | 0-1/昇0-1               |
| 2017 | 76               |                  |                  | B107             |                  |                  |                  | 5-5              | 31               |                         |                         |                         |                         | 4組                     |                         |                         | --                      | 2-1/昇0-1               |
| 2018 | 77               |                  |                  | B107             |                  |                  |                  | 6-6              | 32               |                         |                         |                         |                         | 4組                     |                         |                         | --                      | 2-1/昇2-1               |
| 2019 | 78               |                  |                  | B107             |                  |                  |                  | 3-9              | 33               |                         |                         |                         |                         | 4組                     |                         |                         | --                      | 1-1/昇0-1               |
| 2020 | 79               |                  |                  |                  | B201             |                  |                  | 5-5              | 34               |                         |                         |                         |                         | 4組                     |                         |                         | --                      | 0-1/昇2-1               |
| 2021 | 80               |                  |                  |                  | B211             |                  |                  | 4-6              | 35               |                         |                         |                         |                         | 4組                     |                         |                         | --                      | 1-1/昇2-1               |
| 2022 | 81               |                  |                  |                  | B216             |                  |                  | 5-5              | 36               |                         |                         |                         |                         | 4組                     |                         |                         | --                      | 0-1/昇0-1/残1-0         |
| 2023 | 82               |                  |                  |                  | B212             |                  |                  | 7-3              | 37               |                         |                         |                         |                         | 4組                     |                         |                         | --                      | 1-1/昇1-1               |
| 2024 | 83               |                  |                  |                  | B205             |                  |                  | 5-5              | 38               |                         |                         |                         |                         | 4組                     |                         |                         | --                      | -                       |
| 2025 | 84               |                  |                  |                  | B212             |                  |                  | 暫定順位         | 39               | (開始前)                | (開始前)                | (開始前)                | (開始前)                | (開始前)                | (開始前)                | (開始前)                | (開始前)                | (開始前)                |
| 順位戦、竜王戦の 枠表記 は挑戦者。右欄の数字は勝-敗(番勝負/PO含まず)。 順位戦の右数字はクラス内順位 ( x当期降級点 / *累積降級点 / +降級点消去 ) 順位戦の「F編」はフリークラス編入 /「F宣」は宣言によるフリークラス転出。 竜王戦の 太字 はランキング戦優勝、竜王戦の 組(添字) は棋士以外の枠での出場。 |                  |                  |                  |                  |                  |                  |                  |                  |                  |                         |                         |                         |                         |                         |                         |                         |                         |                         |

### 年度別成績
| 年度             | 対局数 | 勝数 | 負数 | 勝率   | 持将棋 | (出典) |
| 2010まで (累計)  | 1902   | 1200 | 699  |        | 3      |        |
| 年度             | 対局数 | 勝数 | 負数 | 勝率   | 持将棋 | (出典) |
| ---------------- | ------ | ---- | ---- | ------ | ------ | ------ |
| 2011年度         | 27     | 10   | 17   | 0.3703 |        | [ 79 ] |
| 2012年度         | 26     | 11   | 15   | 0.4230 |        | [ 80 ] |
| 2013年度         | 36     | 14   | 22   | 0.3888 |        | [ 81 ] |
| 2014年度         | 32     | 12   | 20   | 0.3750 |        | [ 82 ] |
| 2015年度         | 28     | 11   | 17   | 0.3928 |        | [ 83 ] |
| 2016年度         | 30     | 12   | 18   | 0.4000 |        | [ 84 ] |
| 2017年度         | 31     | 17   | 14   | 0.5483 |        | [ 85 ] |
| 2018年度         | 47     | 28   | 19   | 0.5957 |        | [ 86 ] |
| 2019年度         | 44     | 18   | 26   | 0.4090 |        | [ 87 ] |
| 2020年度         | 29     | 13   | 16   | 0.4482 |        | [ 88 ] |
| 2011-2020 (小計) | 330    | 146  | 184  |        |        |        |
| 2020まで (累計)  | 2232   | 1346 | 883  |        | 3      |        |
| 年度             | 対局数 | 勝数 | 負数 | 勝率   | 持将棋 | (出典) |
| 2021年度         | 31     | 15   | 16   | 0.4838 |        | [ 89 ] |
| 2022年度         | 31     | 15   | 16   | 0.4838 |        | [ 90 ] |
| 2023年度         | 30     | 15   | 15   | 0.5000 |        | [ 91 ] |
| 2021-2023 (小計) | 92     | 45   | 47   |        |        |        |
| 通算             | 2324   | 1391 | 930  | 0.5993 | 3      | [ 92 ] |
| 2023年度まで     |        |      |      |        |        |        |

### 日本将棋連盟 表彰・記録
勤続表彰
- 2001年11月00日 - 現役勤続25年 [93]
- 2016年11月00日 - 現役勤続40年 [94]

勝数表彰
- 1991年12月31日 - 公式戦通算0600勝達成（将棋栄誉賞、史上17人目〈初の20代受賞〉、王将戦挑戦者決定戦 対中原誠戦）[95]
- 1997年03月03日 - 公式戦通算0800勝達成（将棋栄誉敢闘賞、史上8人目、第55期順位戦 A級9回戦 米長邦雄戦）[96]
- 1999年12月11日 - 公式戦通算0900勝達成（早指し戦、神谷広志戦）[97]
- 2002年07月13日 - 公式戦通算1000勝達成（特別将棋栄誉賞、史上7人目、通算1000勝532敗 3持将棋）
- 2006年02月06日 - 公式戦通算1100勝達成（史上5人目、通算1100勝601敗 3持将棋）[98]
- 2011年03月10日 - 公式戦通算1200勝達成（特別将棋栄誉賞、史上4人目、通算1200勝698敗 3持将棋）[99]
- 2018年10月01日 - 公式戦通算1300勝達成（史上5人目、通算1300勝832敗 3持将棋）[100]
- 2019年09月12日 - 公式戦通算1325勝達成（歴代通算勝数 単独3位、通算1325勝853敗 3持将棋）[101]
- 2025年01月15日 - 公式戦通算1400勝達成（史上3人目、通算1400勝945敗 3持将棋）[30]

（日本将棋連盟以外の表彰等は「#その他表彰」の項参照）

### 珍記録
- 王将戦の挑戦者決定リーグで負け越し(2勝4敗)かつ残留決定戦を行わずに残留 - 第51期(2001年度)　※史上初。残留決定戦を制しての負け越し残留は前例あり（第37期王将戦）。

## その他表彰
（日本将棋連盟による表彰等は「#日本将棋連盟 表彰・記録」の項参照）
- 1983年09月 - 神戸市文化特別賞
- 1988年00月 - 神戸市特別表彰
- 1989年00月 - 神戸市政功労者表彰
- 1992年00月 - 神戸市特別表彰
- 1997年06月 - 兵庫県「誉」賞
- 1997年06月 - 神戸文化栄誉賞
- 2002年00月 - 神戸市特別表彰
- 2007年00月 - 兵庫県文化賞
- 2014年11月 - 紫綬褒章（将棋界12人目の受賞） [69]

## 作品

### 書籍
- 光速の寄せ 戦型別終盤の手筋（全5巻、日本将棋連盟、ISBN 4-8197-0323-4 ほか）
- 谷川浩司の戦いの絶対感覚（2003年4月、河出書房新社、ISBN 4-309-73134-1）
- 無為の力 マイナスがプラスに変わる考え方（河合隼雄との共著・2004年11月、PHP研究所、ISBN 4-569-63937-2）
- 復活（毎日新聞社）
- 構想力（2007年10月、角川書店 ISBN 978-4-04-710117-3）

その他多数
- 毎日コミュニケーションズから、「年度別の全棋譜」を集めた「谷川浩司全集」が順次、刊行されていた（引退後ではなく順次刊行というのは、将棋界唯一の企画）が、2005年刊行の「平成15年度版」（「新・谷川浩司全集4」）を最後に、刊行が途絶えている。

### ゲーム監修
- 谷川浩司の将棋指南（MSX用ソフト、1986年発売、ポニカ）
- 谷川浩司の将棋指南2<名人への道>（ファミリーコンピュータ・ディスクシステム用ソフト、1988年3月発売、ポニーキャニオン）
- 谷川浩司の将棋指南3（ファミリーコンピュータ用ソフト、1989年9月発売、 ポニーキャニオン）
- 将棋風林火山（スーパーファミコン用ソフト、1993年10月発売、ポニーキャニオン）5名の連名で監修、題字も担当
- 激指デラックス　名人戦道場（2013年07月19日、マイナビ）※パソコン用ソフト

## 年表
- タイトル戦の氏名は対戦相手。色付きのマス目は獲得（奪取または防衛）。色付き以外のマス目は敗退。
- 凡例：　o : 勝ち、x : 負け、j : 持将棋、s : 千日手による日程繰り延べ（例外的措置）

| 年度 | 名人 4-6月                 | 棋聖 6-7月 12-2月 | 王位 7-9月              | 王座 9-10月    | 十段 10-12月      | 王将 1-3月             | 棋王 2-3月            | 一般棋戦 優勝                      | 将棋大賞                           | 備 考                                                                      |
| 1976 | <第35期>                   | <第28期>          | <第17期>                | （第24回） －  | <第15期>          | <第26期>               | <第2期>               |                                    | <第4回>                            | 12月20日デビュー （中学2年）                                               |
| 1976 | <第35期>                   | <第29期>          | <第17期>                | （第24回） －  | <第15期>          | <第26期>               | <第2期>               |                                    | <第4回>                            | 12月20日デビュー （中学2年）                                               |
| 1977 | －                         |                   |                         | －             |                   |                        |                       |                                    |                                    | （中原が五冠王に）                                                         |
| 1977 | －                         |                   |                         | －             |                   |                        |                       |                                    |                                    | （中原が五冠王に）                                                         |
| 1978 | <第36期>                   |                   |                         | －             |                   |                        |                       | 若獅子戦                           | 新人賞                             | C級1組昇級を決める                                                         |
| 1978 | <第36期>                   |                   |                         | －             |                   |                        |                       | 若獅子戦                           | 新人賞                             | C級1組昇級を決める                                                         |
| 1979 |                            |                   |                         | －             |                   |                        |                       | 名棋戦                             | 技能賞                             | B級2組昇級を決める                                                         |
| 1979 |                            |                   |                         | －             |                   |                        |                       | 名棋戦                             | 技能賞                             | B級2組昇級を決める                                                         |
| 1980 |                            |                   |                         | －             |                   |                        |                       |                                    |                                    | B級1組昇級を決める                                                         |
| 1980 |                            |                   |                         | －             |                   |                        |                       |                                    |                                    | B級1組昇級を決める                                                         |
| 1981 |                            |                   |                         | －             |                   |                        |                       |                                    | 技能賞                             | A級昇級を決める                                                            |
| 1981 |                            |                   |                         | －             |                   |                        |                       |                                    | 技能賞                             | A級昇級を決める                                                            |
| 1982 |                            |                   |                         | （第30回） －  |                   |                        |                       | 勝抜(6連勝)                        | 殊勲賞                             | A級八段1年目で 名人挑戦権を得る                                            |
| 1982 |                            |                   |                         | （第30回） －  |                   |                        |                       | 勝抜(6連勝)                        | 殊勲賞                             | A級八段1年目で 名人挑戦権を得る                                            |
| 1983 | <第41期> 加藤一二三 oooxxo |                   |                         | <第31期>       |                   |                        |                       | 全日プロ                           | 特別賞                             | 初タイトル 最年少名人(21歳)                                                |
| 1983 | <第41期> 加藤一二三 oooxxo |                   |                         | <第31期>       |                   |                        |                       | 全日プロ                           | 特別賞                             | 初タイトル 最年少名人(21歳)                                                |
| 1984 | 森安秀光 oooxo             | 米長邦雄 xxx      |                         |                |                   |                        |                       | 全日プロ 勝抜(5連勝)               |                                    |                                                                            |
| 1984 | 森安秀光 oooxo             |                   |                         |                |                   |                        |                       | 全日プロ 勝抜(5連勝)               |                                    |                                                                            |
| 1985 | 中原誠 xxxoox              |                   |                         | 中原誠 oxxx    |                   |                        | 桐山清澄 ooo          | 全日プロ NHK杯戦                   | 最優秀棋士賞 最多勝利賞 最多対局賞 |                                                                            |
| 1985 | 中原誠 xxxoox              |                   |                         | 中原誠 oxxx    |                   |                        | 桐山清澄 ooo          | 全日プロ NHK杯戦                   | 最優秀棋士賞 最多勝利賞 最多対局賞 |                                                                            |
| 1986 |                            |                   |                         |                |                   |                        | 高橋道雄 xoxx         | 勝抜(12連勝)                       | 最多勝利賞 最多対局賞              |                                                                            |
| 1986 |                            |                   |                         |                |                   |                        | 高橋道雄 xoxx         | 勝抜(12連勝)                       | 最多勝利賞 最多対局賞              |                                                                            |
| 1987 |                            |                   | 高橋道雄 ooxoo          |                |                   |                        | 高橋道雄 oojxxo       | 全日プロ                           | 最優秀棋士賞                       |                                                                            |
| 1987 |                            |                   | 高橋道雄 ooxoo          |                |                   |                        | 高橋道雄 oojxxo       | 全日プロ                           | 最優秀棋士賞                       |                                                                            |
| 年度 | 名人 4-6月                 | 棋聖 6-7月 12-2月 | 王位 7-9月              | 王座 9-10月    | 竜王 10-12月      | 王将 1-3月             | 棋王 2-3月            | 一般棋戦 優勝                      | 将棋大賞                           | 備 考                                                                      |
| 1988 | <第46期> 中原誠 xoooxo     | <第52期>          | <第29期> 森雞二 xooxxox | <第36期>       | <第1期>           | <第38期>               | <第14期> 南芳一 ooxxx |                                    | <第16回>                           | 名人復位                                                                   |
| 1988 | <第46期> 中原誠 xoooxo     | <第53期>          | <第29期> 森雞二 xooxxox | <第36期>       | <第1期>           | <第38期>               | <第14期> 南芳一 ooxxx |                                    | <第16回>                           | 名人復位                                                                   |
| 1989 | 米長邦雄 oooo              |                   | 森雞二 oxooo            |                |                   |                        |                       | 天王戦 日本シリーズ                |                                    |                                                                            |
| 1989 | 米長邦雄 oooo              |                   | 森雞二 oxooo            |                |                   |                        |                       | 天王戦 日本シリーズ                |                                    |                                                                            |
| 1990 | 中原誠 xoxoxx              |                   | 佐藤康光 xooxoxo        | 中原誠 oxoo    | 羽生善治 oooxo    |                        |                       | 日本シリーズ                       | 最優秀棋士賞                       | 二度目の名人失冠                                                           |
| 1990 | 中原誠 xoxoxx              |                   | 佐藤康光 xooxoxo        | 中原誠 oxoo    | 羽生善治 oooxo    |                        |                       | 日本シリーズ                       | 最優秀棋士賞                       | 二度目の名人失冠                                                           |
| 1991 |                            |                   | 中田宏樹 xxoooo         | 福崎文吾 xxoox | 森下卓 joxxooo    | 南芳一 xoooo           |                       | 天王戦                             | 最優秀棋士賞                       | 四冠王（王将戦） 1992.2.28 7タイトル「生涯GS」達成 (全7タイトル獲得経験者) |
| 1991 | 南芳一 ooo                 |                   | 中田宏樹 xxoooo         | 福崎文吾 xxoox | 森下卓 joxxooo    | 南芳一 xoooo           |                       | 天王戦                             | 最優秀棋士賞                       | 四冠王（王将戦） 1992.2.28 7タイトル「生涯GS」達成 (全7タイトル獲得経験者) |
| 1992 |                            | 郷田真隆 xooo     | 郷田真隆 xxxoox         |                | 羽生善治 osoxxxox | 村山聖 oooo            | 羽生善治 oxoxx        | 日本シリーズ                       |                                    | これ以降、タイトル戦 の相手のほとんどが 羽生世代                           |
| 1992 | 郷田真隆 ojoo              |                   | 郷田真隆 xxxoox         |                | 羽生善治 osoxxxox | 村山聖 oooo            | 羽生善治 oxoxx        | 日本シリーズ                       |                                    | これ以降、タイトル戦 の相手のほとんどが 羽生世代                           |
| 1993 |                            | 羽生善治 oxxx     |                         | 羽生善治 xoxx  |                   | 中原誠 ooxoxo          |                       |                                    |                                    |                                                                            |
| 1993 | 羽生善治 xxsoox            |                   |                         | 羽生善治 xoxx  |                   | 中原誠 ooxoxo          |                       |                                    |                                    |                                                                            |
| 1994 |                            | 羽生善治 xoxx     |                         | 羽生善治 xxx   |                   | 羽生善治 ooxxoxo       |                       | 全日プロ (95/5月決着)              |                                    | 羽生の七冠独占を 阻止（王将戦） 阪神・淡路大震災被災                       |
| 1994 |                            |                   |                         | 羽生善治 xxx   |                   | 羽生善治 ooxxoxo       |                       | 全日プロ (95/5月決着)              |                                    | 羽生の七冠独占を 阻止（王将戦） 阪神・淡路大震災被災                       |
| 年度 | 名人 4-6月                 | 棋聖 6-7月        | 王位 7-9月              | 王座 9-10月    | 竜王 10-12月      | 王将 1-3月             | 棋王 2-3月            | 一般棋戦 優勝                      | 将棋大賞                           | 備 考                                                                      |
| 1995 | <第53期>                   | <第66期>          | <第36期>                | <第43期>       | <第8期>           | <第45期> 羽生善治 xxxx | <第21期>              |                                    | <第23回>                           | 羽生の七冠独占を 許す（王将戦）                                            |
| 1996 |                            |                   |                         |                | 羽生善治 xoooo    | 羽生善治 xxxx          |                       | 日本シリーズ 全日プロ (97/5月決着) | 最多対局賞                         |                                                                            |
| 1997 | 羽生善治 oxooxo            |                   |                         |                | 真田圭一 oooo     |                        |                       | 日本シリーズ                       | 最優秀棋士賞                       | 二大タイトル奪取 十七世名人の資格 賞金ランク1位                            |
| 1998 | 佐藤康光 oxoxoxx           |                   |                         | 羽生善治 ooxxx | 藤井猛 xxxx       |                        |                       |                                    | 最多対局賞                         |                                                                            |
| 1999 | 佐藤康光 xxoooxx           | 郷田真隆 ooo      | 羽生善治 xxxx           |                |                   |                        |                       | 全日プロ (00/4月決着)              | 最多対局賞                         |                                                                            |
| 2000 |                            | 羽生善治 oxoxx    | 羽生善治 xoxoxox        |                |                   | 羽生善治 xoxxx         |                       |                                    |                                    | 永世棋聖のチャンス で2連敗                                                 |
| 2001 | 丸山忠久 xoxoxox           |                   |                         |                |                   |                        |                       |                                    |                                    |                                                                            |
| 2002 |                            |                   | 羽生善治 oooxo          |                |                   |                        |                       | 銀河戦                             | 特別賞                             | 通算1000勝達成                                                             |
| 2003 |                            |                   | 羽生善治 oooxo          |                |                   |                        | 丸山忠久 oxoo         |                                    | 升田幸三賞                         |                                                                            |
| 2004 |                            |                   | 羽生善治 oxxxx          |                |                   |                        | 羽生善治 xxx          |                                    |                                    |                                                                            |
| 2005 |                            |                   |                         |                |                   |                        |                       |                                    |                                    |                                                                            |
| 2006 | 森内俊之 xxoxox            |                   |                         |                |                   |                        |                       |                                    | 名局賞                             |                                                                            |
| 2007 |                            |                   |                         |                |                   |                        |                       |                                    |                                    |                                                                            |
| 2008 |                            |                   |                         |                |                   |                        |                       |                                    |                                    |                                                                            |
| 2009 |                            |                   |                         |                |                   |                        |                       | 日本シリーズ                       |                                    |                                                                            |
| 2010 |                            |                   |                         |                |                   |                        |                       |                                    |                                    | 通算1200勝達成                                                             |
| 2011 |                            |                   |                         |                |                   |                        |                       |                                    |                                    |                                                                            |
| 2012 |                            |                   |                         |                |                   |                        |                       |                                    |                                    |                                                                            |
| 2013 |                            |                   |                         |                |                   |                        |                       |                                    |                                    | B級1組降級                                                                 |
| 2014 |                            |                   |                         |                |                   |                        |                       |                                    |                                    |                                                                            |
| 2015 |                            |                   |                         |                |                   |                        |                       |                                    |                                    |                                                                            |
| 2016 |                            |                   |                         |                |                   |                        |                       |                                    |                                    |                                                                            |
| 2017 |                            |                   |                         |                |                   |                        |                       |                                    |                                    |                                                                            |
| 2018 |                            |                   |                         |                |                   |                        |                       |                                    |                                    |                                                                            |
| 2019 |                            |                   |                         |                |                   |                        |                       |                                    |                                    | B級2組降級                                                                 |
| 2020 |                            |                   |                         |                |                   |                        |                       |                                    |                                    |                                                                            |
| 2021 |                            |                   |                         |                |                   |                        |                       |                                    |                                    |                                                                            |
| 2022 |                            |                   |                         |                |                   |                        |                       |                                    |                                    | 永世名人（十七世名人）襲位                                                 |
| 2023 |                            |                   |                         |                |                   |                        |                       |                                    |                                    |                                                                            |
| 年度 | 名人 4-6月                 | 棋聖 6-7月        | 王位 7-9月              | 王座 9-10月    | 竜王 10-12月      | 王将 1-3月             | 棋王 2-3月            | 一般棋戦 優勝                      | 将棋大賞                           | 備 考                                                                      |

## 肩書き
昇段およびタイトルの獲得・失冠による肩書きの遍歴を記す。（色付きは継続中の記録）
| 日付           | 肩書き     | 保持タイトル           | 日数   | 日数   | 備考                                                              |
| -------------- | ---------- | ---------------------- | ------ | ------ | ----------------------------------------------------------------- |
| 1976年12月20日 | 四段       | -                      | 832日  | 832日  | プロ入り                                                          |
| 1979年04月01日 | 五段       | -                      | 366日  | 366日  | 順位戦C級1組昇級                                                  |
| 1980年04月01日 | 六段       | -                      | 365日  | 365日  | 順位戦B級2組昇級                                                  |
| 1981年04月01日 | 七段       | -                      | 365日  | 365日  | 順位戦B級1組昇級                                                  |
| 1982年04月01日 | 八段       | -                      | 440日  | 440日  | 順位戦A級昇級                                                     |
| 1983年06月15日 | 名人       | 名人                   | 720日  | 720日  | 名人獲得 第41期名人戦 名人防衛 第42期名人戦                       |
| 1985年06月04日 | 前名人     | -                      | 276日  | 276日  | 名人失冠 第43期名人戦                                             |
| 1986年03月07日 | 棋王       | 棋王                   | 381日  | 381日  | 棋王獲得 第11期棋王戦                                             |
| 1987年03月23日 | 九段       | -                      | 158日  | 158日  | 棋王失冠 第12期棋王戦                                             |
| 1987年08月28日 | 王位       | 王位                   | 221日  | 221日  | 王位獲得 第28期王位戦                                             |
| 1988年04月05日 | 二冠       | 王位・棋王             | 70日   | 70日   | 棋王獲得 第13期棋王戦                                             |
| 1988年06月14日 | 名人       | 名人・王位・棋王       | 728日  | 100日  | 名人獲得 第46期名人戦                                             |
| 1988年09月22日 | 名人       | 名人・棋王             | 728日  | 187日  | 王位失冠 第29期王位戦                                             |
| 1989年03月28日 | 名人       | 名人                   | 728日  | 154日  | 棋王失冠 第14期棋王戦 名人防衛 第47期名人戦                       |
| 1989年08月29日 | 名人       | 名人・王位             | 728日  | 287日  | 王位獲得 第30期王位戦                                             |
| 1990年06月12日 | 王位       | 王位                   | 112日  | 112日  | 名人失冠 第48期名人戦 王位防衛 第31期王位戦                       |
| 1990年10月02日 | 二冠       | 王位・王座             | 56日   | 56日   | 王座獲得 第38期王座戦                                             |
| 1990年11月27日 | 竜王       | 竜王・王位・王座       | 771日  | 321日  | 竜王獲得 0第3期竜王戦 王位防衛 第32期王位戦                       |
| 1991年10月14日 | 竜王       | 竜王・王位             | 771日  | 88日   | 王座失冠 第39期王座戦 竜王防衛 0第4期竜王戦                       |
| 1992年01月10日 | 竜王       | 竜王・王位・棋聖       | 771日  | 49日   | 棋聖獲得 第59期棋聖戦                                             |
| 1992年02月28日 | 竜王       | 竜王・王位・王将・棋聖 | 771日  | 194日  | 王将獲得 第41期王将戦 棋聖防衛 第60期棋聖戦                       |
| 1992年09月09日 | 竜王       | 竜王・王将・棋聖       | 771日  | 119日  | 王位失冠 第33期王位戦                                             |
| 1993年01月06日 | 二冠       | 王将・棋聖             | 194日  | 194日  | 竜王失冠 0第5期竜王戦 棋聖防衛 第61期棋聖戦 王将防衛 第42期王将戦 |
| 1993年07月19日 | 王将       | 王将                   | 940日  | 940日  | 棋聖失冠 第62期棋聖戦 王将防衛 第43期王将戦 王将防衛 第44期王将戦 |
| 1996年02月14日 | 九段       | -                      | 289日  | 289日  | 王将失冠 第45期王将戦                                             |
| 1996年11月29日 | 竜王       | 竜王                   | 194日  | 194日  | 竜王獲得 0第9期竜王戦                                             |
| 1997年06月11日 | 竜王・名人 | 竜王・名人             | 372日  | 372日  | 名人獲得 第55期名人戦 竜王防衛 第10期竜王戦                       |
| 1998年06月18日 | 竜王       | 竜王                   | 154日  | 154日  | 名人失冠 第56期名人戦                                             |
| 1998年11月19日 | 九段       | -                      | 230日  | 230日  | 竜王失冠 第11期竜王戦                                             |
| 1999年07月07日 | 棋聖       | 棋聖                   | 390日  | 390日  | 棋聖獲得 第70期棋聖戦                                             |
| 2000年07月31日 | 九段       | -                      | 759日  | 759日  | 棋聖失冠 第71期棋聖戦                                             |
| 2002年08月29日 | 王位       | 王位                   | 569日  | 569日  | 王位獲得 第43期王位戦 王位防衛 第44期王位戦                       |
| 2004年03月20日 | 二冠       | 王位・棋王             | 172日  | 172日  | 棋王獲得 第29期棋王戦                                             |
| 2004年09月08日 | 棋王       | 棋王                   | 170日  | 170日  | 王位失冠 第45期王位戦                                             |
| 2005年02月25日 | 九段       | -                      | 6296日 | 6296日 | 棋王失冠 第30期棋王戦                                             |
| 2022年05月23日 | 十七世名人 | -                      | 1127日 | 1127日 | 十七世名人襲名                                                    |